# Aphidius pleotrichophori
Aphidius pleotrichophori är en stekelart som först beskrevs av Hajimu Takada 1966.  Aphidius pleotrichophori ingår i släktet Aphidius och familjen bracksteklar. Inga underarter finns listade i Catalogue of Life.